# Lâgari Hasan Çelebi

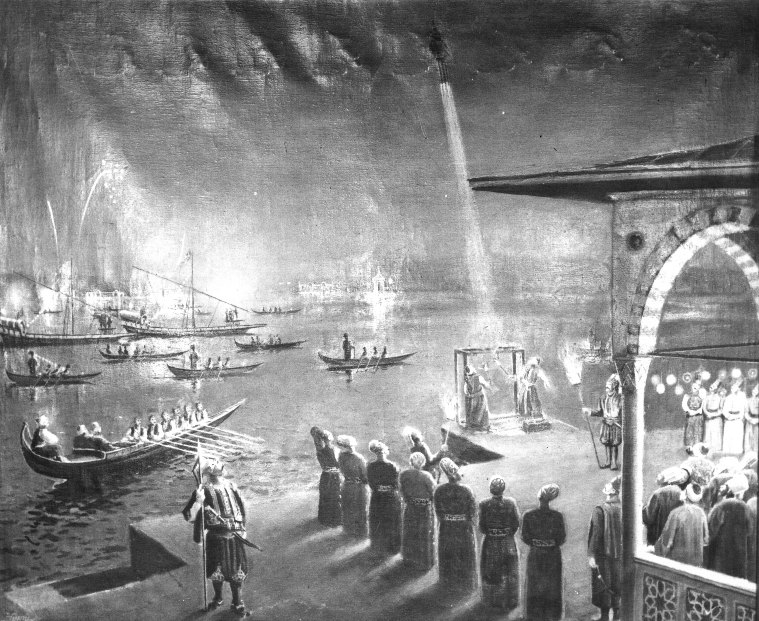
Darstellung zu Evliya Çelebis Bericht über Lagari Hasan Çelebis Raketenflug

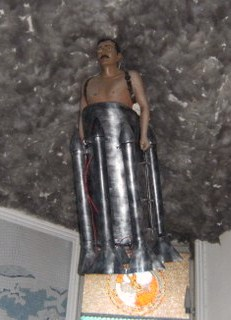
Eine Darstellung der Rakete Hasan Çelebis im Türk Hava Kurumu Müzesi in Ankara

Lâgari Hasan Çelebi war nach einem Bericht von Evliya Çelebi aus dem 17. Jahrhundert ein osmanisch-türkischer Luftfahrtpionier, der einen erfolgreichen bemannten Flug mit einer Rakete absolviert haben soll. 

## Der Bericht
Evliya Çelebi beschreibt die Rakete als eine 7 Ellen lange (1 Elle = ca. 64 cm) kegelförmige Konstruktion mit einem siebenstrahligen Ausstoß, die mit 50 Okka Schwarzpulver gefüllt wurde (1 Okka = 1,282 kg). 
Nach Evliyas Bericht startete Lâgari Hasan Çelebi mit dieser Rakete von Sarayburnu, einem Punkt unterhalb des Topkapi-Palastes. Der Flug habe zur Zeit der Geburt der Tochter von Sultan Murad IV. im Jahr 1633 stattgefunden. Lâgari habe vor dem Start angekündigt, „mit Jesus im Himmel sprechen“ zu wollen. Er sei mit der Rakete abgehoben, mit Flügeln über den Bosporus geglitten und erfolgreich gelandet, was ihm als Belohnungen vom Sultan Gold, den Rang eines Sipahi und eine Position in der osmanischen Armee eingebracht habe.
Evliya Çelebi schrieb auch über Lâgaris Bruder Hezarfen Ahmed Çelebi, der ein Jahr vorher einen Gleitflug über den Bosporus unternommen haben soll. 

## Interpretation
Nimmt man entsprechend Evliya Çelebis Bericht an, dass das Startgewicht der Rakete etwa 165 kg betrug – also rund 1600 N Gewichtskraft zu überwinden waren – und ungefähr 450 bis 600 Gramm Schwarzpulver je Strahl in der Sekunde verbrannte, hätte das für eine Brenndauer von 15 bis 20 Sekunden ausgereicht, um einen Startschub von rund 1700 N sicherzustellen, der für einen erfolgreichen Start notwendig ist.

## Nachhall
John Wilkins Bemerkung zum Menschenflug in seiner Schrift „A Discovery of a New World“ von 1684 wird in einigen Quellen auf die Schilderung Evliya Çelebis zu den Brüdern Lâgari Hasan und Hezarfen Ahmed bezogen. Das ist allein deshalb in Frage zu stellen, weil die von Wilkins angegebene Quelle Busbequius 1592 verstorben ist, also vor Evliya Çelebis Geburtsjahr 1611 und dem vermeintlichen Flugtermin 1633:

„Tis not perhaps impossible, that a man may be able to Fly, by the application of Wings to his own body; as Angels are pictur’d, as Mercury and Dædalus are feigned, and as hath been attempted by divers, particularly by a Turk in Constantinople“

İstanbul Kanatlarımın Altında („Istanbul unter meinen Flügeln“) von 1996 ist ein Film über das Leben von Hezarfen Ahmed Çelebi, seinen Bruder Lâgari Hasan Çelebi und über die osmanische Gesellschaft im frühen 17. Jahrhundert während der Herrschaft von Murad IV., wie es von Evliya Çelebi erzählt wurde.
In der Folge „Crash and Burn“ der TV-Show MythBusters, die am 11. November 2009 ausgestrahlt wurde, wurde versucht, den Raketenstart Lâgari Hasan Çelebis zu rekonstruieren. Der Versuch misslang und die Legende wurde als busted („widerlegt“) eingestuft.